# Mastodonia
Mastodonia (titre original : (en) Mastodonia) est un roman de science-fiction de l'écrivain américain Clifford D. Simak paru en 1978 puis traduit en français par Iawa Tate et publié aux éditions J'ai lu en 1979.

## Résumé
En vacances dans son Wisconsin natal, le paléontologue Asa Steele découvre par hasard une route spatio-temporelle qui le propulse au Pléistocène. Remis de sa stupeur et de ses émotions, il découvre qu'un être millénaire à la face de chat venu d'une autre planète, trace des routes permettant d'accéder à n'importe quelle époque de l'histoire de la Terre. Accompagné de son ex-fiancée Rila, une femme d'affaires avide de gains, d'Hiram, un homme du village simple d'esprit qui peut parler aux animaux et de son chien Browser, le premier explorateur temporel à son insu, Asa Steele ne peut garder ce secret bien longtemps dans ce petit village rural. Ils finissent par monter un projet ambitieux de safari préhistorique qui leur rapporterait des millions de dollars. Mais voyager dans le temps à l'époque des dinosaures n'est pas sans risque....

## Éditions françaises
- J'ai lu, Coll. « Science-fiction », no 956, 1979,  (ISBN 2-277-11956 -3)